# Silnice II/494
Silnice II/494 je silnice II. třídy, která vede z Valašských Klobouk do Slavičína. Je dlouhá 13,4 km. Prochází jedním krajem a jedním okresem.

## Vedení silnice

### Zlínský kraj, okres Zlín
- Valašské Klobouky (křiž. I/57, III/4942)
- Lipina
- Křekov
- Vlachovice (křiž. III/4941)
- Vrbětice
- Bohuslavice nad Vláří (křiž. III/49520, III/49521)
- Divnice
- Slavičín (křiž. II/493)